# Kwajalein Missile Range
Koordinaten: 8° 43′ 0″ N, 167° 44′ 0″ O

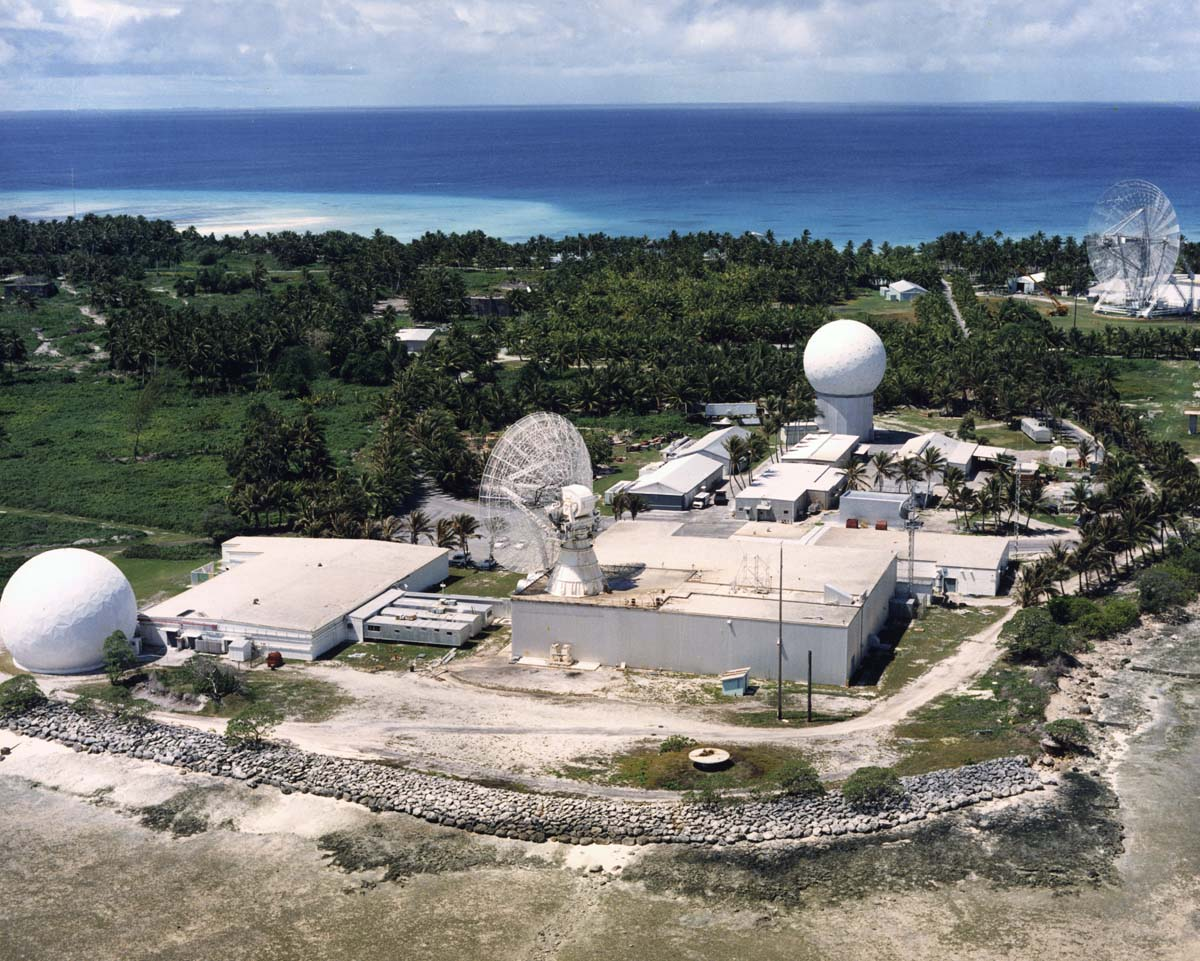
Anlagen der Ronald Reagan Ballistic Missile Defense Test Site auf Kwajalein

Die Ronald Reagan Ballistic Missile Defense Test Site, besser bekannt als Kwajalein Missile Range oder Reagan Test Site, ist eine Raketen-Teststation im Pazifik. Sie beläuft sich auf etwa 750.000 Quadratmeilen und beherbergt Raketenabschussanlagen auf dem Kwajalein-Atoll (auf mehrere Inseln verteilt), dem Wake-Atoll und dem Aur-Atoll. Ihre Hauptaufgabe ist die Durchführung von Raketentests für die US-amerikanische Raketenabwehr und das Raumfahrt-Forschungsprogramm.
Das Kontrollzentrum ist ebenso wie die meisten Personal- und Infrastruktureinrichtungen auf dem Kwajalein-Atoll auf den Marshallinseln lokalisiert. Elf Inseln des Atolls werden auf Basis eines Langzeitvertrages mit der Regierung der Marshallinseln vom US-Militär genutzt.
Das auf der Anlage installierte Material umfasst diverse Radaranlagen, stationäre und mobile Telemetrie-Auswertungsgeräte, optische Aufnahmegeräte und ein Netz aus unter Wasser verlegten Glasfaserkabeln zum Datentransfer. Die Station dient auch als Bodenstation für den bemannten Raumflug und Forschungsprojekte der NASA.
Die Aktivitäten auf der Anlage beinhalten Tests ballistischer Raketen, ABM-Versuche, meteorologische Versuchsreihen und den Betrieb des privaten Raumfahrtunternehmens SpaceX auf Omelek Island.